# Franciscus de Wijs

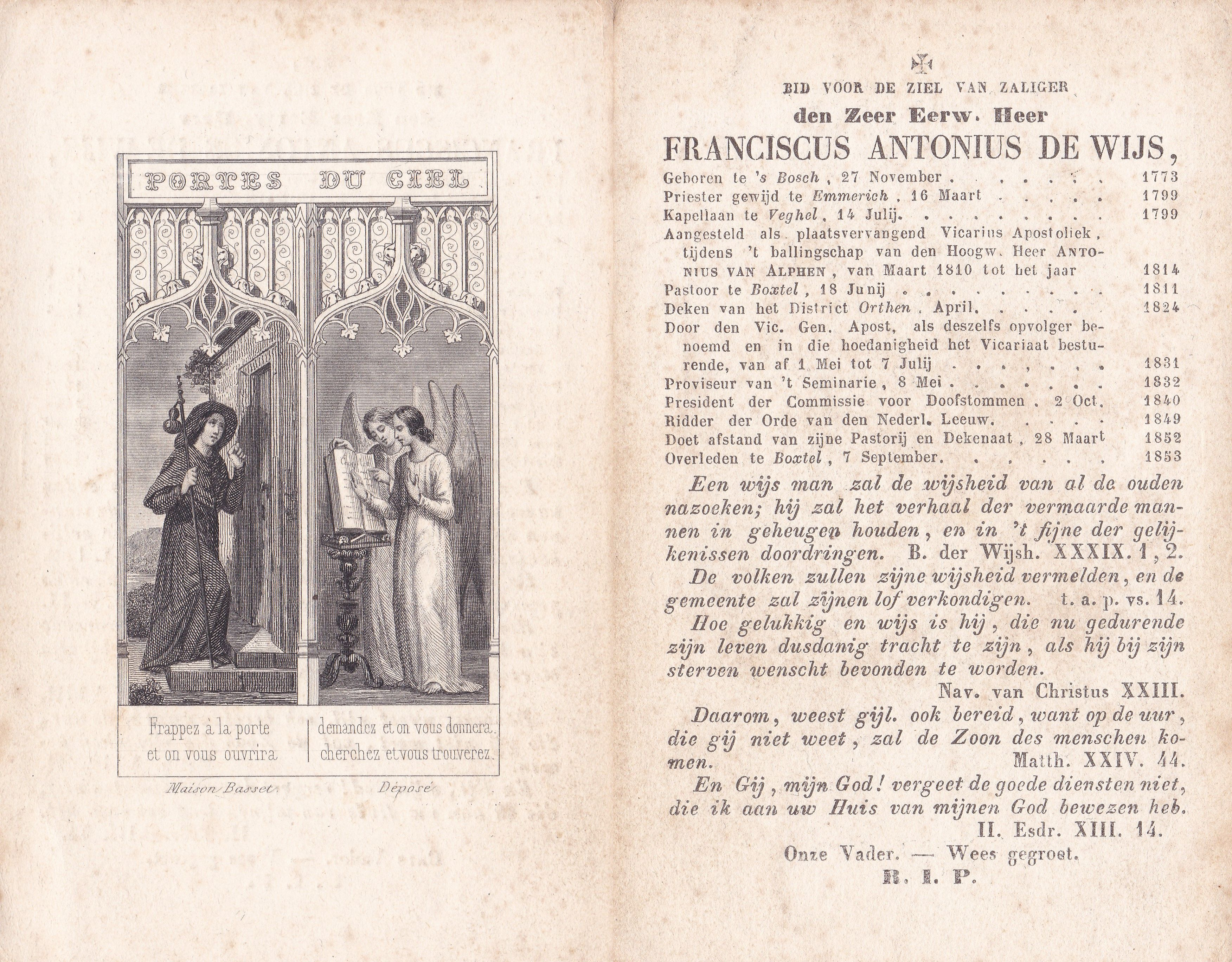
Bidprentje van Franciscus Antonius de Wijs

Franciscus Antonius de Wijs ('s-Hertogenbosch, 1773 - Boxtel, 7 september 1853), beter bekend als Deken de Wijs, was deken van het dekenaat Orthen.
Hij was zoon van een wijnhandelaar, maar het ging hierbij om een invloedrijke familie. Drie van zijn broers, Hein, Joseph en Antoon, waren lid van de Provinciale Staten van Noord-Brabant. Hijzelf werd in 1799 tot priester gewijd. Daarna werd hij kapelaan te Veghel. Toen de toenmalige apostolisch vicaris Antonius van Alphen onder het Napoleontische regime in Vincennes was gevangengezet, van 14 april 1810 tot 24 april 1814, nam De Wijs deze functie waar, hetgeen in het diepste geheim geschiedde.
Toen Van Alphen in 1831 overleed mocht De Wijs hem niet opvolgen, aangezien zijn broer Hein tezeer oppositie gevoerd had tegen het beleid van Koning Willem I.
Op 18 juni 1811 werd hij benoemd tot pastoor in de Sint-Petrusparochie te Boxtel. In 1824 werd hij bovendien deken van Orthen, maar bleef tevens pastoor te Boxtel.

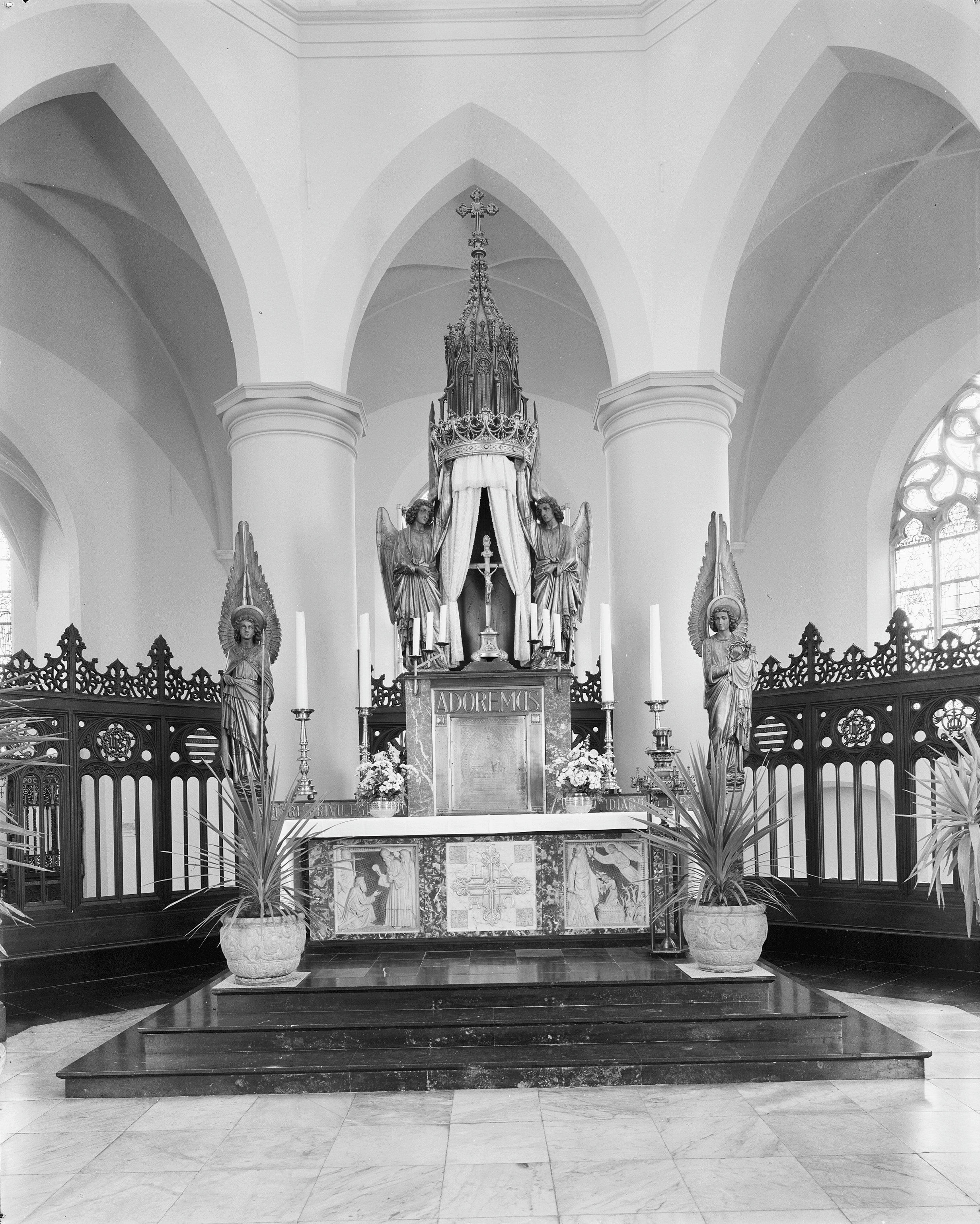
Hoogaltaar in de Sint-Petruskerk te Boxtel

In 1823 begon hij aan de restauratie van de Sint-Petruskerk te Boxtel, nadat voordien in een schuurkerk was gekerkt. Pas in 1827 kon de vernieuwde kerk worden ingewijd. De restauratie was betaald met de afkoopsom voor de tienden van het kapittel te Boxtel.
Evenals de familie waar hij uit voortkwam, was Franciscus kunstzinnig. Hij schonk zijn kerk tal van kunstvoorwerpen. In 1840 gaf hij opdracht aan orgelbouwer Frans Smits tot de bouw van een orgel voor de Sint-Petruskerk te Boxtel. Ook kocht hij voor deze kerk een barok hoogaltaar en een zilveren monstrans.
De betekenis van deken Franciscus de Wijs is zodanig dat menige straat in Noord-Brabantse dorpen naar hem is vernoemd.